# Nordkirchener Hof

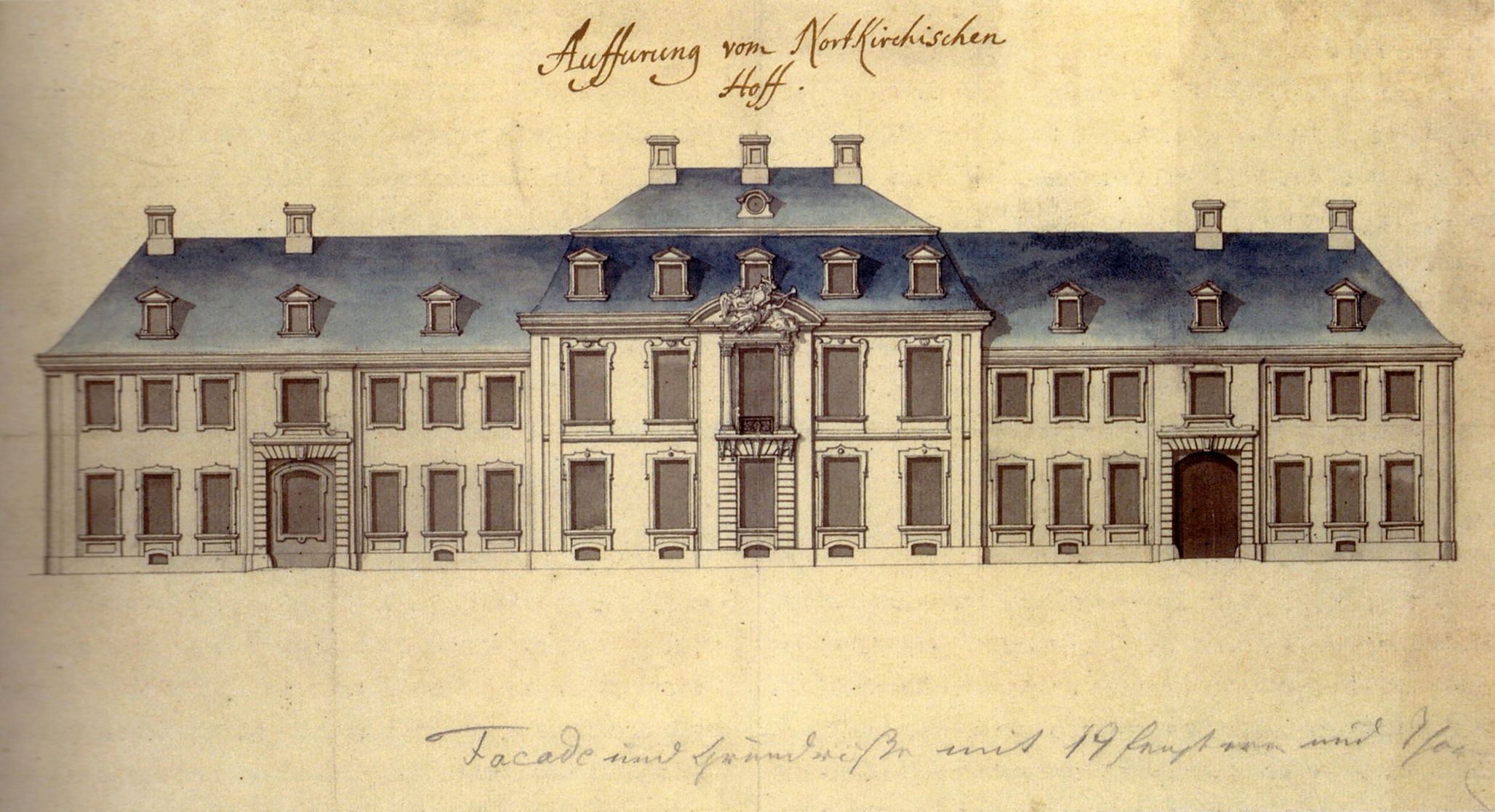
Aufriss des geplanten Nordkirchener Hofs von Johann Conrad Schlaun

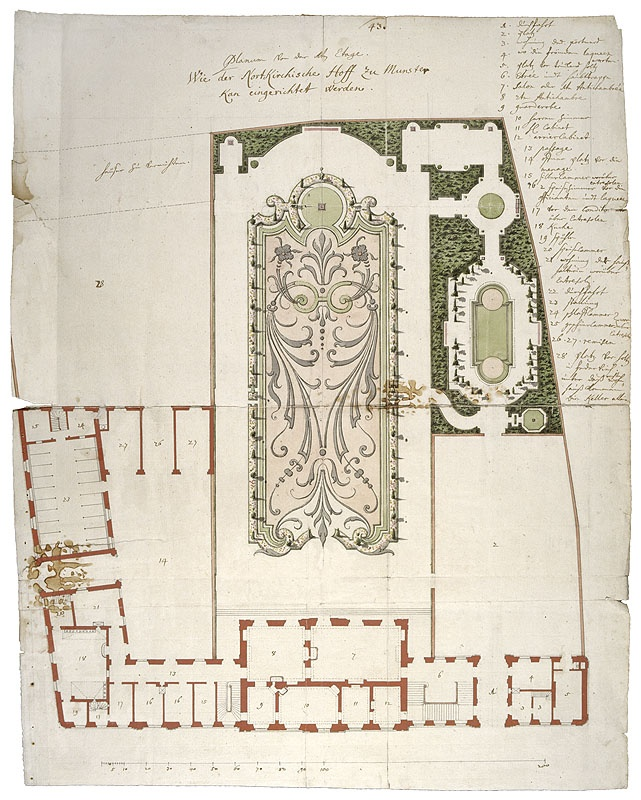
Grundriss-Entwurf mit Garten für den Nordkirchener Hof von J. C. Schlaun

Der Nordkirchener Hof war eine städtische Adelsresidenz in Münster. Er lag an der Aegidiistraße, wo sich später ein Kolpinghaus befand und heute ein Hotel steht.
Gerhard III. von Morrien, Erbmarschall des Hochstifts Münster, erwarb 1531 ein Gebäude in Münster, um eine dauerhafte Residenz in der Landeshauptstadt zu besitzen. Durch Ankauf von konfiszierten Täuferhäusern und anderen benachbarten Gebäuden in den Jahren 1536 bis 1539 erweiterte er den anfangs schlichten Bau zu einer repräsentativen Anlage. Diese gelangte gemeinsam mit dem Morrienschen Hauptsitz in Nordkirchen im Oktober 1694 an den Fürstbischof von Münster, Friedrich Christian von Plettenberg-Lenhausen, der den Besitz seinem Neffen Ferdinand von Plettenberg vererbte. Dieser schmiedete 1721/22 Pläne für den Neubau eines prächtigen Stadthofs, um es seinem Onkel Bernhard Engelbert Christian von Beverförde-Werries und seinem Schwager Ferdinand Dietrich von Merveldt zu Westerwinkel gleichzutun. Sie hatten sich um 1700 mit dem Beverfoerder Hof und dem Merveldtschen Hof prachtvolle Stadtpalais in Münster errichten lassen. Die für Plettenbergs Adelshof angefertigten Entwürfe der Brüder Gottfried Laurenz Pictorius und Peter Pictorius des Jüngeren für Neubauten im Stil eines römischen Palazzos und im französischen Pavillonstil sind erhalten.
Plettenberg machte eine glänzende Karriere am Hofe des Fürstbischofs, dem er 1723 auch die Wahl zum Erzbischof von Köln sichern konnte. Als Dank dafür ernannte Clemens August von Bayern ihn zum Premierminister seiner Fürstentümer. Das neue Amt bedingte aber auch, dass sich Ferdinand von Plettenberg nicht mehr hauptsächlich in Münster, sondern am kurfürstlichen Hof in Bonn aufhielt. Und so widmete er sich fortan dem Ausbau seines Plettenberger Hofs in Bonn. Erhaltene Entwürfe für einen Neubau in Münster von Johann Conrad Schlaun und Dominique Girard aus dem Jahr 1725 bezeugen zwar, dass Ferdinand von Plettenberg die Neugestaltung seines Münsteraner Stadtpalais nie vollends aufgegeben hat, die Pläne kamen aber nie zur Ausführung.
Heute steht an der Stelle des Nordkirchener Hofs ein moderner Hotelbetrieb, der dort zwischen 1992 und 1994 entstand. Er ersetzte ein 1906 errichtetes Kolpinghaus der Kolpingfamilie Münster.